# Francis Bouygues

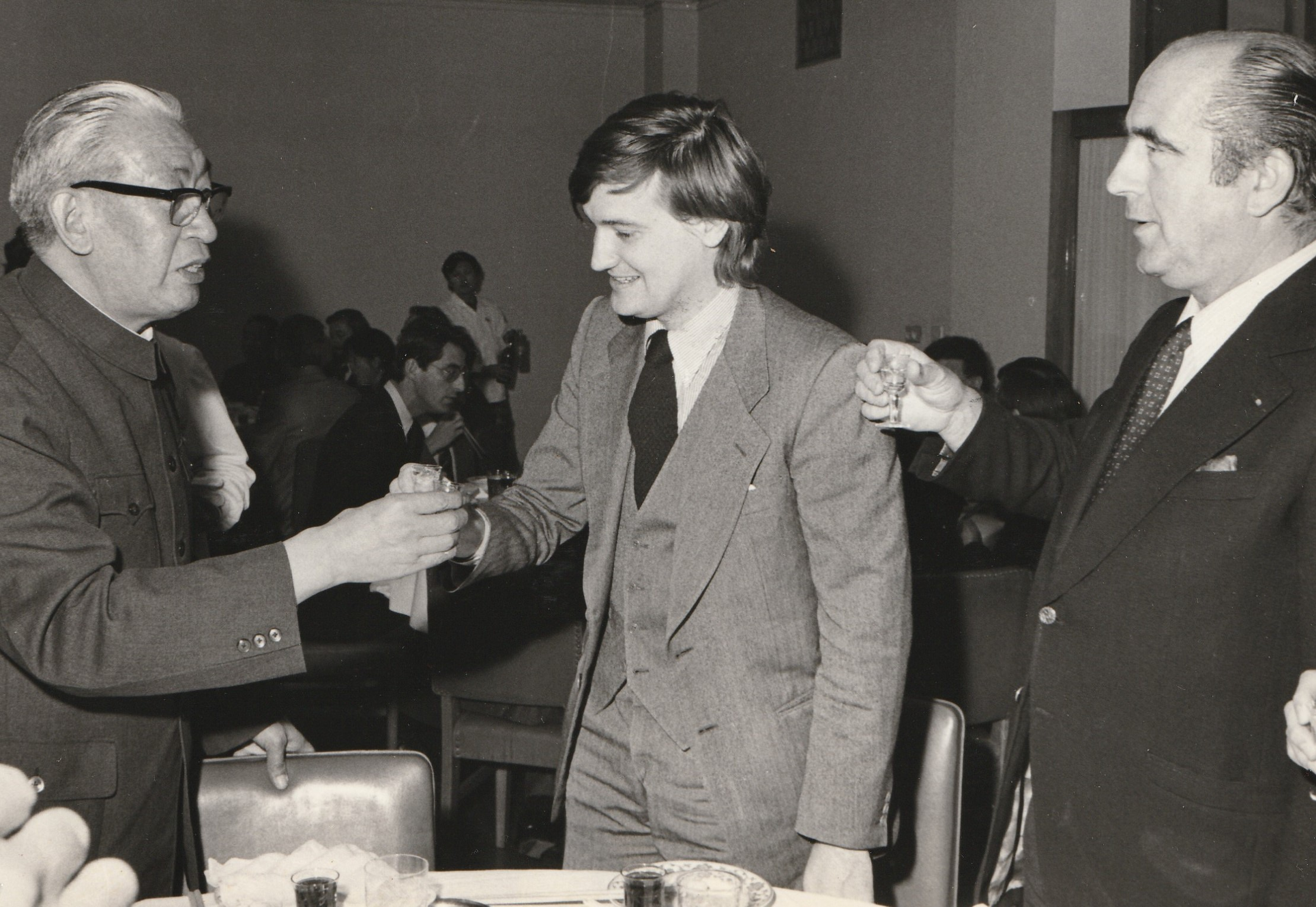
Bernard Le Grelle entre Wang Yao-Ting, presidente del Consejo Chino para el Comercio Internacional, y Francis Bouygues. Foto tomada en 1983.

Francis Bouygues (París, 5 de diciembre de 1922 -  24 de julio de 1993) era un empresario francés.
En 1952 fundó la empresa Bouygues, especializada en los trabajos industriales. Esta empresa creció mucho, y desde su fundación hasta el 5 de septiembre de 1989, fue el presidente, sustituyéndole Martin Bouygues, su hijo.
La película "El pequeño Buda" (Título original: Little Buda) está dedicada en su memoria (al acabar la película se muestra).
- Datos: Q579773
- Multimedia: Francis Bouygues / Q579773